# William Gosse

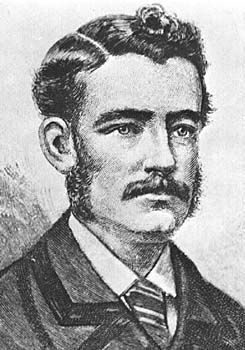
William Gosse

William Christie Gosse (* 11. Dezember 1842 in Hoddesdon, England; † 12. August 1881 in Adelaide, Australien) war ein britisch-australischer Naturforscher und Entdecker. Er entdeckte und benannte auf einer Expeditionsreise den Ayers Rock (Uluṟu).

## Privates Leben
William Christie Gosse war der zweite Sohn von William Gosse, einem praktizierenden Arzt, und seiner Frau Agnes, geborene Grant. Sein Vater war der Cousin des Naturforschers Philip Henry Gosse (1850–1888). William Gosse emigrierte und kam im Jahr 1850 mit seiner Familie und seinen Kindern in Adelaide an.
1868 heiratete Gosse Gertrude Ritchie, die ein Jahr später starb. 1874 heiratete er Agnes Hay, mit der er drei Kinder hatte. William Goose nahm 1859 eine Anstellung im Landesvermessungsamt an und wurde für trigonometrische Messungen in den Norden Australiens entsandt.

## Forscherleben
1872 gab ihm die Regierung von South Australia den Auftrag, eine Expedition durchzuführen, um einen Weg durch Zentralaustralien bis nach Perth zu finden. Der bedeutende Entdeckungsreisende Egerton Warburton bewarb sich ebenfalls als Führer für diese Expedition, was wegen seines Alters von 58 Jahren abgelehnt wurde. Daraufhin beauftragte Sir Thomas Elder (1818–1897) Warburton, eine Expedition mit gleichem Ziel zu verfolgen. Die rivalisierenden Expeditionsgruppen starteten im April 1873 von der Alice Springs Station aus; nur eine sollte den Indischen Ozean erreichen.
Die Expedition von Gosse bestand aus fünf Weißen (darunter sein Bruder Henry), drei Afghanen und einem Aborigine. Sie hatten Kamele und Pferde sowie Proviant für acht Monate. Die Expedition zog vier Monate lang westwärts. Am 19. Juli schlugen Gosse ein Camp am Uluru auf, den er als erster Weißer erreicht hatte. Am 17. September kehrte Gosse um, da kaum Wasser zu finden war und ihre Vorräte zur Neige gingen. Seine Expedition war nicht erfolgreich. Gosse hatte aber eine Fläche von etwa 160.000 Quadratkilometern kartiert und lieferte damit die Grundlage für die erfolgreiche Expedition von John Forrest im Jahr 1874 auf demselben Weg vom Osten in den Westen. 1875 wurde er zum stellvertretenden Landvermesser von South Australia ernannt.